# 피부 골종
피부 골종(osteoma cutis, POH, 皮膚骨腫)은  피부 질환의 일종으로 뼈를 형성하는 골세포가 중심에, 파골세포는 주변부에 위치하는 양상의 결절을 피부의 그물층에 형성하는 양성 질환이다. 원발성과 속발성으로 나눌 수 있으며 속발성이 더 흔하다. 원발성 피부 골종은 기존의 다른 병변이 없는데 피부 내에 뼈가 존재하는 것이 그 특징이다. :529 속발성 피부 골종은 많은 경우에서 염증, 감염, 종양 등과 관련되어 나타난다.

## 증상과 징후
피부 병변의 크기와 수는 다양하게 나타난다. 증상 없이 하나의 병변이 나타나기도 하지만 여러 개의 병변이 나타날 수도 있다. 병변의 크기는 0.1 ~ 5.0cm 정도이다.

## 병태생리학
피부 골종이 발생하는 기전은 명확히 알려져 있지 않지만 가장 잘 알려진 가설은 섬유아세포의 화생이다. 뼈 형성을 조절하는 유전자가 변하면서 섬유아세포가 조골세포로 화생할 수 있다.

## 같이 보기
- 피부 석회화
- 피부 질환
- 피부 질환 목록